# Гонсало Монтьєль
Гонсало Аріель Монтьєль (ісп. Gonzalo Ariel Montiel, 1 січня 1997, Віррей-дель-Піно) — аргентинський футболіст, правий захисник клубу «Рівер Плейт» і збірної Аргентини.

## Клубна кар'єра
Вихованець клубу «Рівер Плейт». На початку 2016 році Гонсало був включений в заявку основної команди і 30 квітня в матчі проти «Велес Сарсфілда» він дебютував в аргентинській Прімері .
З «мільйонерами» тричі ставав володарем Кубка Аргентини, дві Рекопи Південної Америки та два Суперкубка Аргентини, а в кінці 2018 року став володарем Кубка Лібертадорес, найпрестижнішого клубного континентального трофею, зігравши в обох фінальних матчах проти головного суперника, «Боки Хуніорс» (2:2, 3:1). Всього у тому турнірі Гонсало провів 14 матчів і за кількістю проведених на полі хвилин поступився лише воротареві Франко Армані.

## Міжнародна кар'єра
У 2017 році Монтьєль в складі молодіжної збірної Аргентини взяв участь в молодіжному чемпіонаті світу в Південній Кореї. На турнірі він зіграв у двох матчах, а його команда не вийшла з групи.
22 березня 2019 року в товариському матчі проти збірної Венесуели Монтьєль дебютував за збірну Аргентини. У її складі виграв Кубок Америки 2021 року, зігравши у 4 іграх, в тому числі і у виграному фіналі проти Бразилії (1:0).

## Титули і досягнення
«Рівер Плейт»
- Володар Кубка Аргентини (3): 2015/16, 2016/17, 2018/19
- Володар Суперкубка Аргентини (2): 2017, 2019
- Володар Кубка Лібертадорес: 2018
- Володар Рекопи Південної Америки: 2016 (не грав), 2019
- Володар Кубка банку Суруга: 2015

«Севілья»:
- Володар Ліги Європи (1): 2022/23

Аргентина
- Чемпіон світу: 2022
- Володар Кубка Америки: 2021, 2024
- Переможець Кубка чемпіонів КОНМЕБОЛ-УЄФА: 2022[5]